# Drongbu Tsering Dorje
Drongbu Tsering Dorje is een Tibetaans tibetoloog.
Hij is als professor Tibetaanse literatuur en geschiedenis verbonden aan de Tibet Academy of Social Sciences (TASS), een deelinstituut van de Tibet-universiteit in Lhasa. In 2003-2004 was hij gastprofessor aan de Universiteit van Oxford en de Universiteit van Virginia.
Drongbu Tsering Dorje is betrokken bij het internationale project Tibetan and Himalayan Library, waarvoor hij zich bezighoudt met de studie van vergelijkende filosofie tussen Tibetaanse en Euro-Amerikaanse denkers. Verder richt hij zich op de Tibetaanse geschiedenis, literatuur en cultuur.